# Халл, Ханна Клотье
Ханна Хэллоуэлл Клотье Халл (21 июля 1872 — 4 июля 1958) — американская феминистка и пацифистка, одна из основателей и лидеров Женской партии мира и Международной женской лиги за мир и свободу.

## Биография
Ханна Хэллоуэлл Клотье родилась в Уинневуде, штат Пенсильвания, в семье квакеров Айзека Хэллоуэлла Клотье и Мэри Клэпп Джексон Клотье. Её отец был соучредителем универмагов Strawbridge & Clothier. В 1891 году окончила колледж Суортмор. Её брат Уильям Клотье был опытным теннисистом, который трижды выходил в финал Открытого чемпионата США по теннису в одиночном разряде, выиграв его в 1906 году.
После окончания Суортмора Ханна работала волонтёром в Поселенческом доме колледжа в Филадельфии. 
Она принимала участие во Второй Гаагской конференции за мир в 1907 году. Также она являлась председателем Женской партии мира в Пенсильвании с 1914 по 1919 год во время Первой мировой войны. В 1922 году она приняла участие в Международной конференции женщин, проходившей в Гааге.  С 1928 по 1947 год Ханна Клотье Халл входила в правление Комитета Друзей на службе общества. В 1932 году она стала делегатом Конференции Лиги Наций по разоружению.  А с 1924 по 1939 год была сотрудником американского отделения Международной лиги женщин за мир и свободу, а затем занимала должность почётного президента до своей смерти в 1958 году.
Ханна Клотье Халл являлась президентом Женского клуба Суортмора и возглавляла комитет по избирательному праву Федерации женщин штата Пенсильвания. Она входила в совет директоров Пендл-Хилл, Ретрит-центра квакеров в Уоллингфорде, штат Пенсильвания.
Ханна Клотье вышла замуж за коллегу и квакера Уильяма Исаака Халла, профессора политологии в колледже Суортмора в 1898 году. У них родились две дочери, Мэри и Элизабет. Ханна овдовела в 1939 году и умерла в 1958 году после сердечного приступа в своём доме в Суортморе в возрасте 85 лет. Она похоронена на семейном участке на кладбище Уэст-Лорел-Хилл (секция Саммит) в Бала-Синвиде, штат Пенсильвания. Её документы хранятся в архиве колледжа Суортмора.